# Milówka (województwo śląskie)

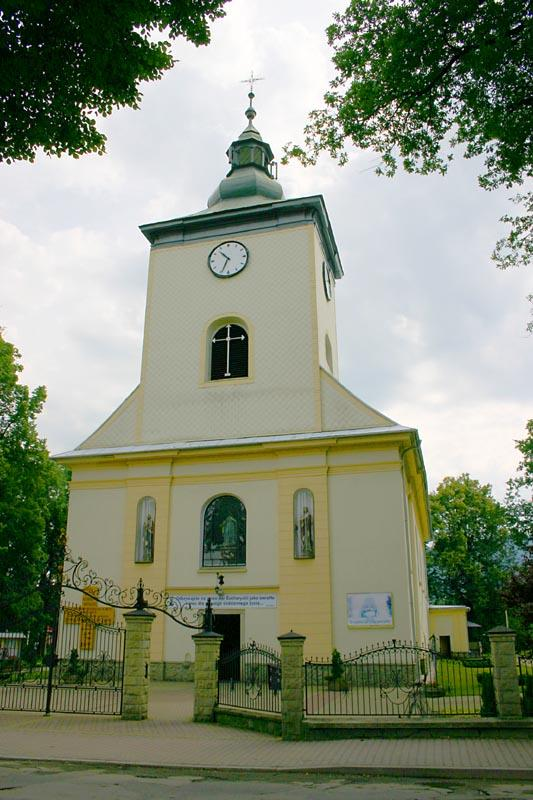
Kościół Wniebowzięcia Najświętszej Marii Panny

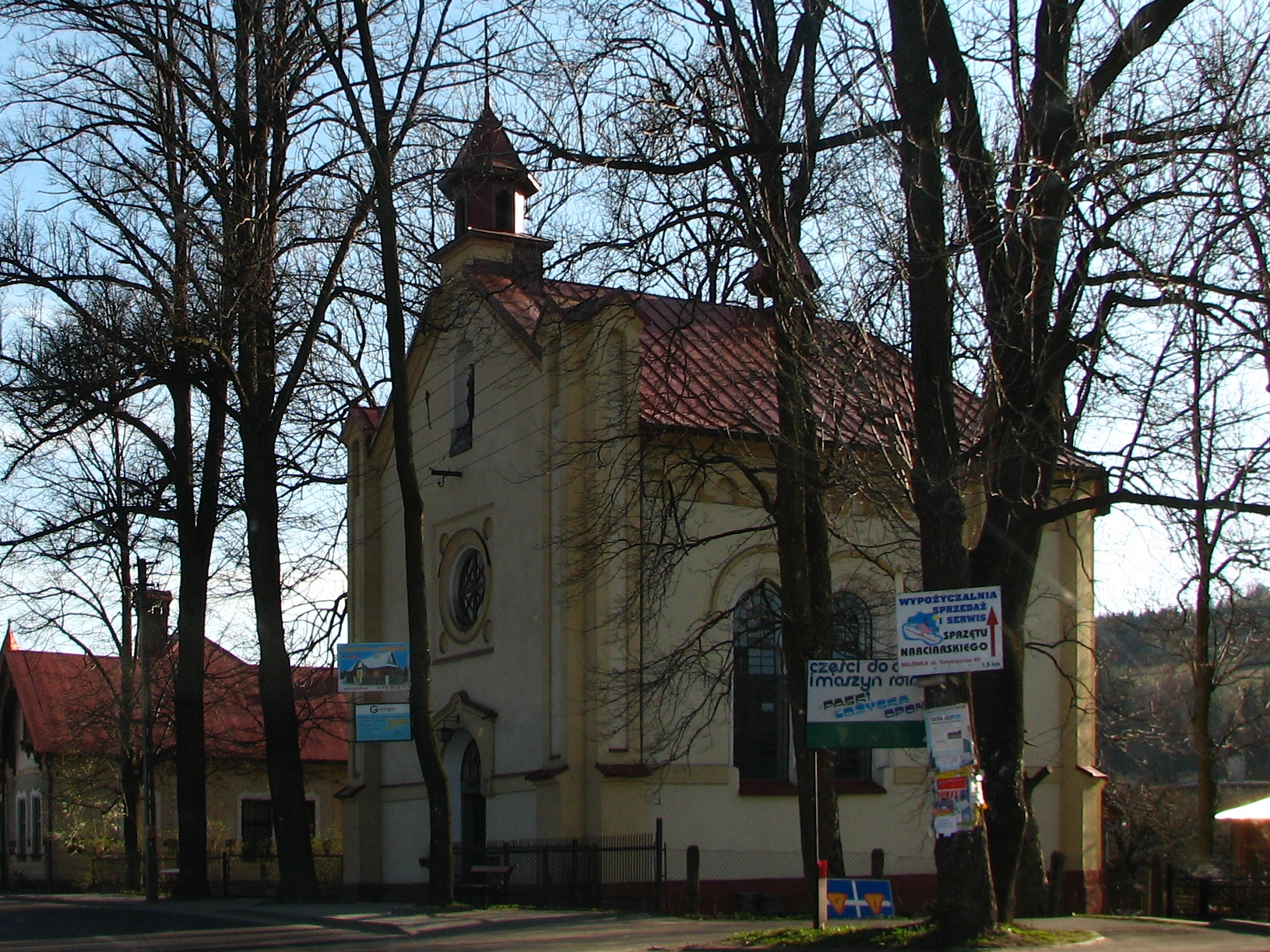
Kaplica św. Antoniego

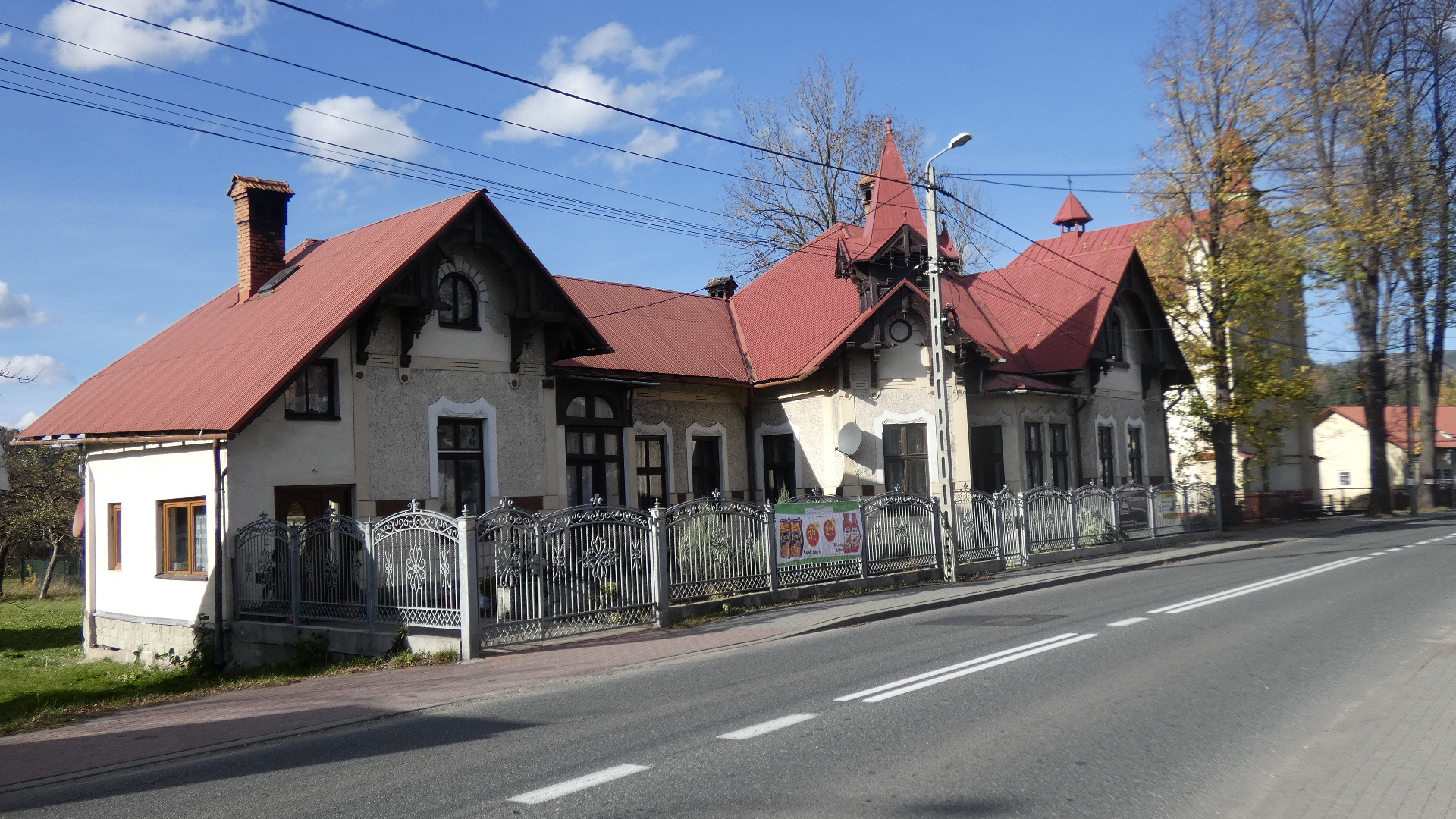
Pałacyk z wieżyczką

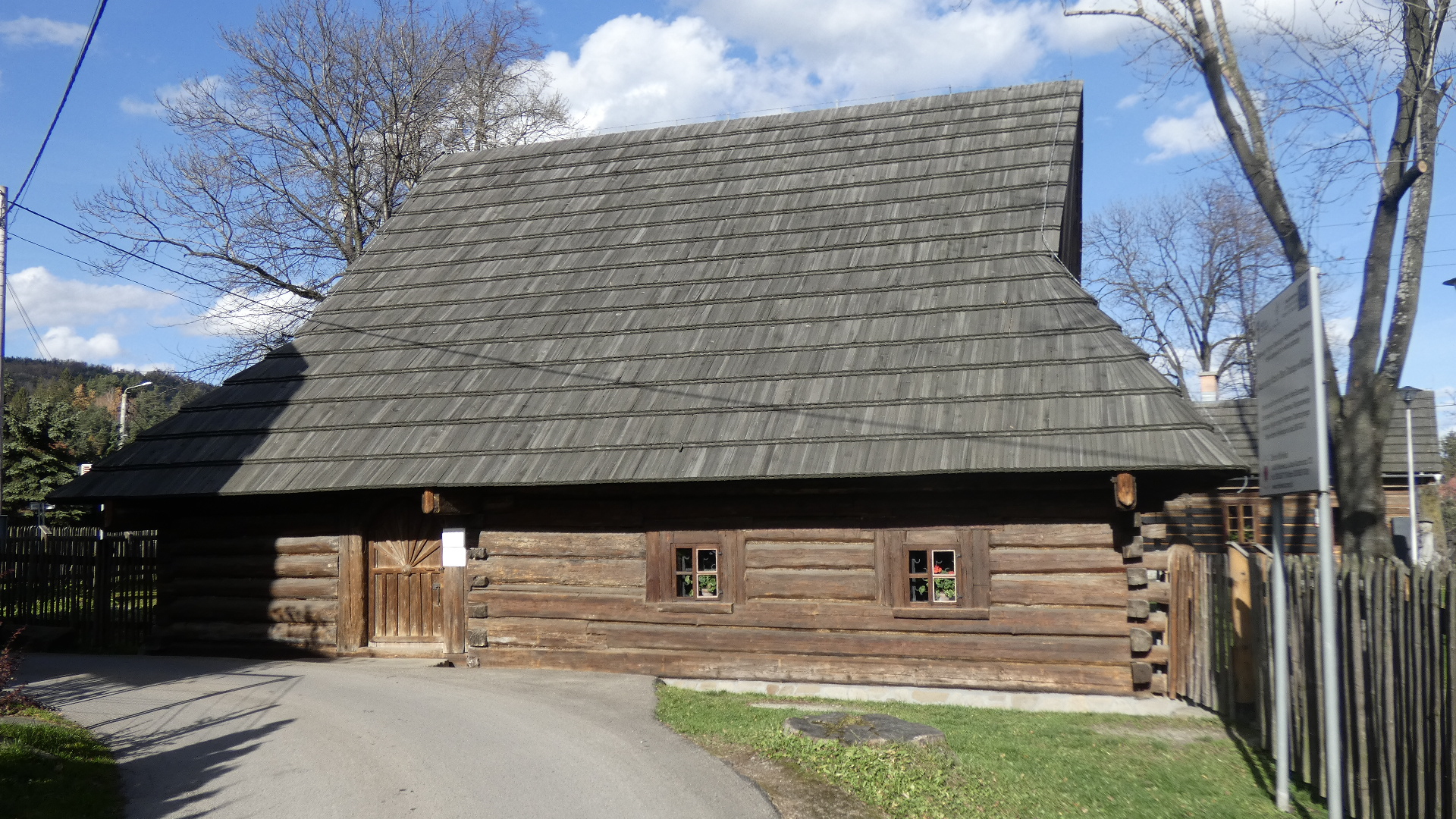
Stara Chałupa

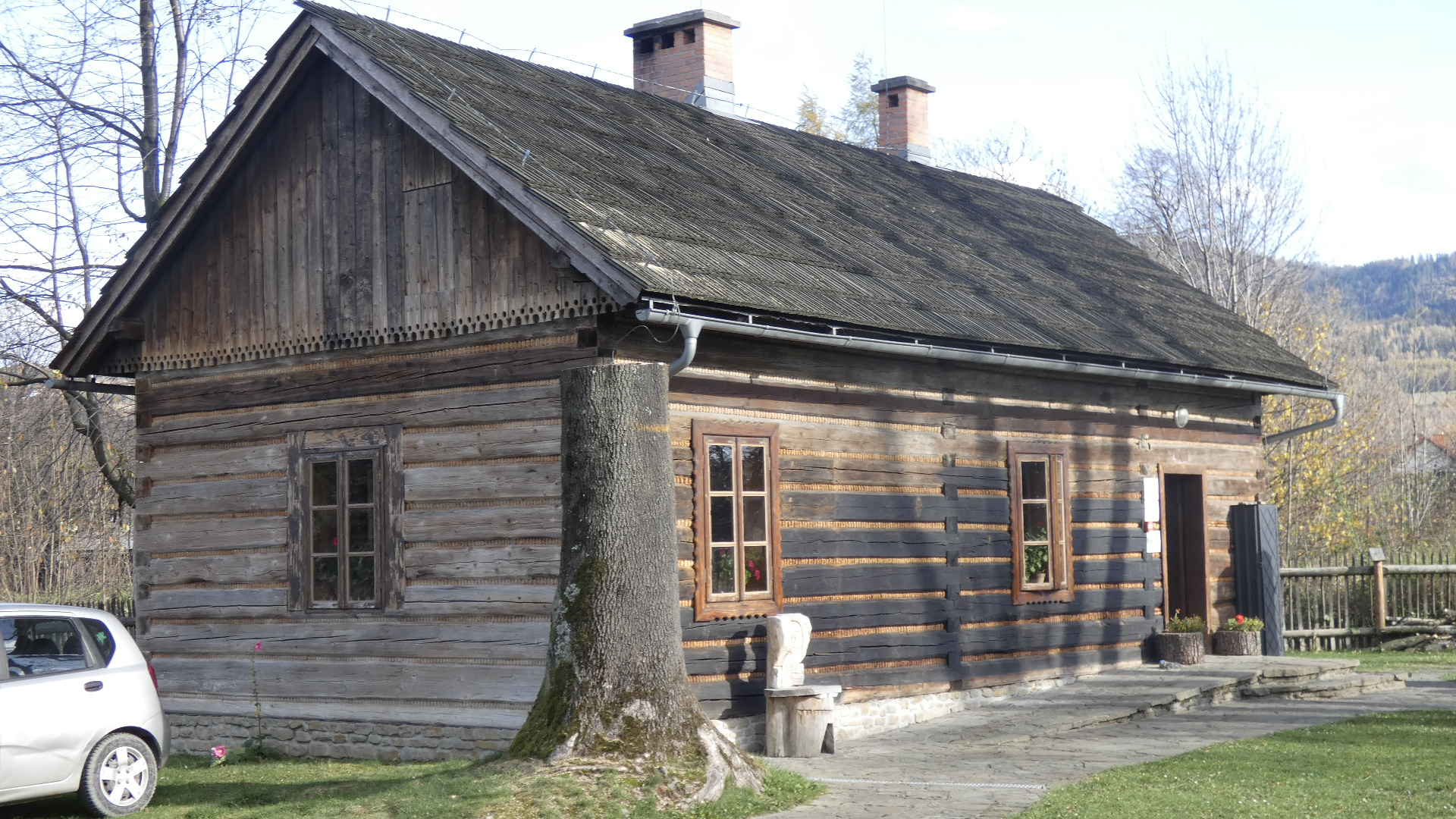
Dom z Przyłękowa

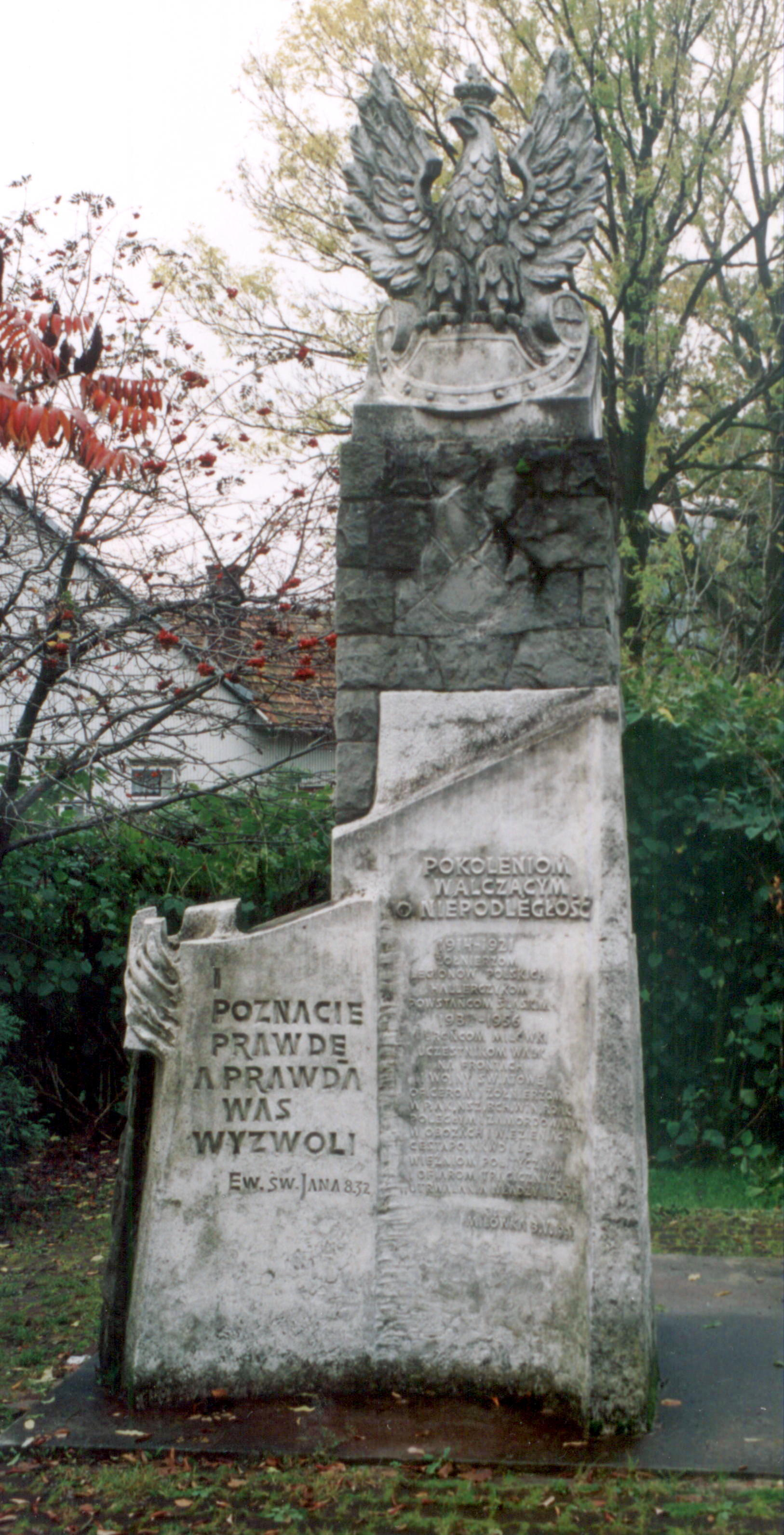
Pomnik poświęcony walczącym o niepodległość Polakom

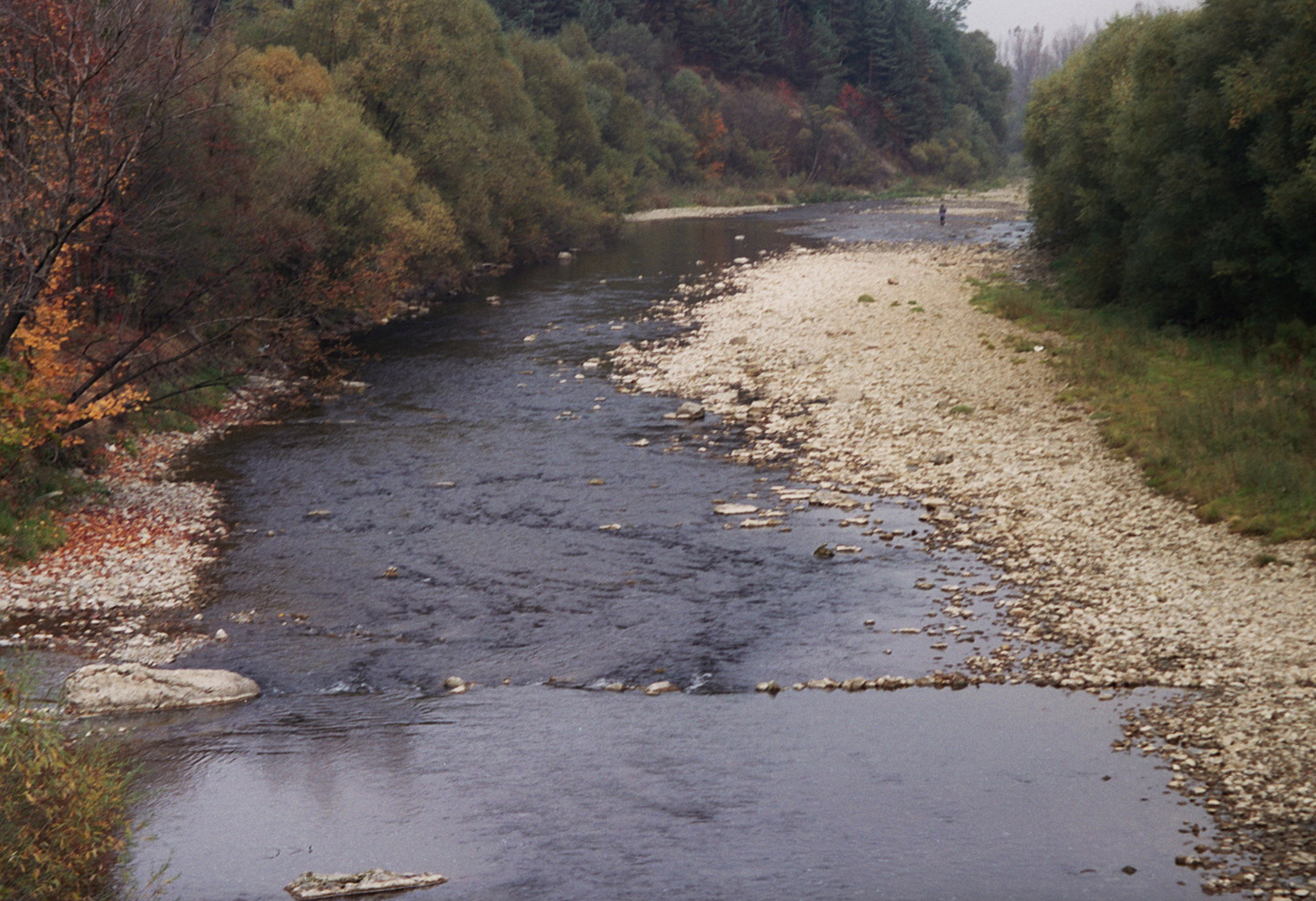
Rzeka Soła

Milówka – wieś (dawniej miasto) w Polsce, w województwie śląskim, w powiecie żywieckim, siedziba gminy Milówka, leżąca w Beskidzie Żywieckim nad rzeką Sołą. Powierzchnia sołectwa wynosi 2648 ha, a liczba ludności 4446, co daje gęstość zaludnienia 171 os./km².
| przysiółki | Juraszka, Komory, Milówki, Prusów, Sucha Góra. Za Kopcem     |
| osada      | Gruszkowa                                                    |
| części wsi | Jopki, Kałuża, Kępki, Młynica, Pawlusy, Salamonka, Wierzbiny |

## Historia
Wieś powstała zapewne z końcem XV w. Była wsią rolną. Po raz pierwszy wzmiankowana w 1537. Do jej powstania przyczyniły się dwie grupy ludności. Najpierw wędrujący w górę rzeki Soły osadnicy polscy stopniowo zagospodarowywali okoliczne nieużytki i karczowali lasy. Po nich w wyższe partie gór Beskidu Żywieckiego w XVI wieku przybyli pasterze wołoscy, którzy się następnie zasymilowali ze wcześniejszymi osadnikami. W 1595 wieś położona była w powiecie śląskim województwa krakowskiego była własnością kasztelana sądeckiego Krzysztofa Komorowskiego. Kiedy w 1624 r. żywiecczyzna przeszła w ręce królowej Konstancji Milówka miała 16 ról, natomiast w 1662 r. liczyła 33 gospodarstwa i 275 mieszkańców. Dzieje Milówki opisuje Wójt Żywiecczyzny Andrzej Komoniecki w Chronografii albo Dziejopisie Żywieckim. 
W 1667 r. działał we wsi tartak (...piła tartaczna Marszałkowa). W 1712 r. pracowały już dwa tartaki: Jana Czumy i Krzysia Tycza. Milówka wchodziła wówczas w skład wielkiego klucza folwarcznego Węgierskiej Górki, obejmującego całe dorzecze Soły powyżej Cięciny.
Dawne dzieje Milówki są słabo poznane z powodu spalenia się podczas pożaru w 1844 r. ksiąg parafialnych i metrykalnych.
Według austriackiego spisu ludności z 1900 w 372 budynkach w Milówce na obszarze 2653 hektarów mieszkało 2678 osób (gęstość zaludnienia 100,9 os./km²), z czego 2495 (93,2%) było katolikami, 9 (0,3%) grekokatolikami a 174 (6,5%) wyznawcami judaizmu, 2609 (97,4%) polsko-, 61 (2,3%) niemieckojęzycznymi, a jedna posługiwała się innym językiem.
Mieczysław Orłowicz w swym "Ilustrowanym przewodniku po Galicyi, Bukowinie, Spiszu, Orawie i Śląsku Cieszyńskim" wydanym w 1919 r. pisał: Milówka (133 km., 440 m. n. m.) miasteczko o 2800 m[ieszkańcach]. (200 Ż[ydów].). Piękne położenie górskie w dolinie Soły. Kilka will dla letników. W dwudziestoleciu międzywojennym znacznie rozwinęła się jako letnisko.
Milówka podczas narodowych spisów powszechnych z 1921 i 1931 figurowała jako miasteczko, w latach 1872–1934 posiadała prawa miejskie, lokację miejską uzyskała przed 1884, następnie zdegradowana w 1934.
Podczas II wojny światowej już 2 września 1939 r. Milówka została zajęta przez wojska niemieckie, wkraczające od strony Zwardonia i Koniakowa, i w latach 1939–1945 pozostawała w granicach III Rzeszy. 6 kwietnia 1945 r. od strony Żywca i Ujsół do wsi wkroczyły wojska radzieckie.
1 września 1947 w Milówce uruchomione zostało Liceum Ogólnokształcące. W chwili powstania naukę rozpoczęło w nim 316 uczniów zamieszkujących od Cięciny w górę rzeki Soły, przeniesionych tu z Liceum w Żywcu. Uroczystość ta została połączona z wojewódzkimi obchodami inauguracji nowego roku szkolnego, wobec czego udział w niej wziął m.in. przewodniczący wojewódzkiej rady narodowej, a także poseł Ferdynand Łukaszek, Kazimierz Barwacz oraz inni delegaci władz. 
W latach 1954–1972 wieś należała i była siedzibą władz gromady Milówka, następnie gminy Milówka. W latach 1975–1998 miejscowość administracyjnie należała do województwa bielskiego.
1 października 2001 został tu oddany do użytku nowy budynek gimnazjum, położony między Sołą, a ul. Jana Kazimierza. Dotychczasowa siedziba placówki została objęta przez Akademię Rolniczą w Krakowie, która uruchomiła w niej 5 października 2001 zamiejscowy punkt dydaktyczny Wydziału Techniki i Energetyki Rolnictwa, kształcący w systemie zaocznym na 4-letnim kierunku inżynierskim Techniki Komputerowe w Gospodarce.

## Wspólnoty wyznaniowe
- Kościół rzymskokatolicki:
  - parafia Wniebowzięcia Najświętszej Maryi Panny
- Świadkowie Jehowy:
  - zbór, Sala Królestwa[15].

## Szkolnictwo
W Milówce znajdują się następujące szkoły:
- Szkoła Podstawowa im. Mikołaja Kopernika[16].
- Liceum Ogólnokształcące im. Marii Konopnickiej
- Zespół Szkół (Technikum oraz Zasadnicza Szkoła Zawodowa)

## Zabytki
Do rejestru zabytków nieruchomych województwa śląskiego wpisano następujące obiekty z terenu Milówki:
- cmentarz rzymskokatolicki z XIX w., kaplica pw. św. Marii Magdaleny z 1857 oraz kostnica i ogrodzenie cmentarza
- cmentarz żydowski z początku XX w.
- chałupa konstrukcji zrębowej z 1793 (zob. Muzeum Stara Chałupa) na szlaku architektury drewnianej województwa śląskiego
- Dom z Przyłękowa z XX w.
- kuźnia przy ul. Jagiellońskiej 21 z lat 1925–1926
- piwniczka przy domu nr 69 przy ul. Piwowarskiej 3 z połowy XIX w. (nie istnieje)[17]

Pozostałe historyczne obiekty to m.in.:
- Kościół Wniebowzięcia Najświętszej Maryi Panny z 1834
- kaplica św. Antoniego z 1886
- Pałacyk z wieżyczką z 1906
- pomnik na Sumowej Grapie z 1910, którego budowniczym był wikary Władysław Figuła
- kaplica na Jurosce w Kolonii Prusów
- chałupa drewniana z 1864 w Kolonii Prusów

## Turystyka
Przez wieś przebiega kilka szlaków turystycznych:
- (pieszy) zaczynający się w Milówce i prowadzący przez Halę Boraczą na Rysiankę
- (rowerowy)
- (rowerowy)
- (rowerowy)

W centrum miejscowości znajduje się kilka hoteli oraz lokale gastronomiczne. Rozwinięta jest także agroturystyka.

## Osoby związane z Milówką
- Stanisław Elgas (1876–1973) – pułkownik piechoty Wojska Polskiego
- Jan Komoniecki – ksiądz z Milówki, zmarł A.D. 22 lipca 1716, brat Andrzeja Komonieckiego wójta z Żywca[18].
- Antoni Biegun – kapitan Wojska Polskiego[19].
- Józef Razowski – profesor Uniwersytetu Jagiellońskiego, entomolog.
- Eugeniusz de Saalbruck Quirini – podpułkownik dyplomowany piechoty Wojska Polskiego, redaktor, tłumacz, nauczyciel.
- Stanisław Szczotka – profesor, działacz ruchu ludowego, żołnierz Batalionów Chłopskich. Znacząco przyczynił się do wydania Chronografii albo Dziejopisu Żywieckiego w którym zamieścił swoje słowo "Od wydawcy" w Krakowie, dnia 01 maja 1937 roku[20]
- Paweł Golec – polski muzyk popowy i jazzowy, jeden z liderów Golec uOrkiestra, brat bliźniak Łukasza Golca
- Łukasz Golec – polski wokalista, muzyk popowy i jazzowy, kompozytor, aranżer, jeden z liderów Golec uOrkiestra.
- Piotr Wolański – polski naukowiec, profesor nauk technicznych o specjalności napędy lotnicze i kosmiczne, silniki spalinowe, spalanie, technika cieplna, wybuchy.